# Nerillidopsis hyalina
Nerillidopsis hyalina är en ringmaskart som beskrevs av V. Jouin 1966. Nerillidopsis hyalina ingår i släktet Nerillidopsis och familjen Nerillidae. Arten har ej påträffats i Sverige. Inga underarter finns listade i Catalogue of Life.